# Greer Skousen
Greer S. Skousen Spilsbury (Casas Grandes, Chihuahua, 24 de septiembre de 1916 - San Antonio, Texas, 20 de marzo de 1988) fue un  jugador de baloncesto mexicano. Fue medalla de bronce con México en los Juegos Olímpicos de Berlín de 1936. Jugó otros 5 campeonatos de baloncesto a nivel internacional.